# 大卡姆揚卡 (伊萬諾-弗蘭科夫斯克州)
48°38′59″N 25°5′47″E / 48.64972°N 25.09639°E
大卡姆揚卡（烏克蘭語：Велика Кам'янка）是位於烏克蘭西部的村莊，由伊万诺-弗兰科夫斯克州裡科洛梅亞區的普亞迪基市鎮負責管轄。該村始建於1416年，面積36.2平方公里，2001年人口2,301，人口密度每平方公里63.6人。